# Episcythris
Episcythris is een geslacht van vlinders van de familie Dikkopmotten (Scythrididae).

## Soorten
- E. albonigrella Amsel, 1939
- E. triangulella (Ragonot, 1874)